# Siedmiu wspaniałych gladiatorów
Siedmiu wspaniałych gladiatorów (wł. I sette magnifici gladiatori) − włoski film przygodowy z 1983 roku w reżyserii Brunona Mattei i Claudia Fragasso, z kulturystą Lou Ferrigno obsadzonym w roli głównej. Remake japońskiego klasyka Siedmiu samurajów (1954) Akiry Kurosawy.

## Obsada
- Lou Ferrigno − Han
- Sybil Danning − Julia
- Brad Harris − Scipio
- Dan Vadis − Nicerote
- Carla Ferrigno − Pandora